# Премія YUNA за найкращий альбом
«YUNA» — щорічна українська щорічна національна професійна музична премія, заснована у 2011 році. Премія за найкращий альбом вручається з найпершої церемонії, на якій вшановувалися досягнення у музиці за 1991—2011 роки. Рекордсменом за кількістю перемог в цій номінації є гурт The Hardkiss, який отримав 3 нагороди.

## Номінанти та переможці (2012—2022)

### 2012 (за 1991—2011 роки)
- «Музіка» — Воплі Відоплясова[1]
  - «Було не любити» — Брати Гадюкіни
  - «Family Бізнес» — Бумбокс
  - «Любовь. Яд» — Ірина Білик
  - «Суперсиметрія» — Океан Ельзи
  - «Модель» — Океан Ельзи

### 2013
- «Con'd'orn» — Іван Дорн[2]
  - «Простые вещи» — Pianoбой
  - «Середній вік» — Бумбокс
  - «Брюссель» — Святослав Вакарчук
  - «Радіо Любов» — Скрябін

### 2014
- «Земля» — Океан Ельзи[3]
  - «All or Nothing» — Джамала
  - «Термінал Б» — Бумбокс
  - «Не прекращай мечтать» — Pianoбой
  - «Зажигай сердце» — Ані Лорак

### 2015
- «Stones And Honey» — The Hardkiss[4]
  - «Thank You» — Джамала
  - «Рассвет» — Ірина Білик
  - «Made in Ukraine» — Брати Гадюкіни
  - «Помню» — Тіна Кароль

### 2016
- «Подих» — Джамала[5]
  - «Randorn» — Іван Дорн
  - «Все красиво» — Антитіла
  - «Точка на карте» — Alyosha
  - «Щит и мяч» — Потап и Настя

### 2017
- «Звучит» — MONATIK[6]
  - «Cold Altair» — The Hardkiss
  - «Takeoff» — Pianoбой
  - «Без меж» — Океан Ельзи
  - «Туманы» — Макс Барських

### 2018
- «H2Lo» — LOBODA[7]
  - «Perfection is a Lie» — The Hardkiss
  - «Пьяное солнце» — Alekseev
  - «Голий Король» — Бумбокс
  - «Сонце» — Антитіла

### 2019
- «Залізна ластівка» —- The Hardkiss
  - «Black Water» — MARUV
  - «Тримай мене» — Tayanna
  - «KARMA» — KAZKA
  - «Mozaïka» — ONUKA

### 2020
- «Love it ритм» — Monatik
- «Пушка» — alyona alyona
  - «7» — Макс Барських
  - «Hello» — Антитіла
  - «Мільярди» — Без обмежень

### 2021
- «13 Waves» — Tvorchi
  - «1990» — Макс Барських
  - «Ecléctica» — NK
  - «Nirvana» — KAZKA
  - «Жіноча сила» — Tayanna
  - «Земной» — Артем Пивоваров

### 2022
- «Жива і не залізна» — The Hardkiss
  - «Hotin» — Kalush
  - «Kolir» — Onuka
  - «Road» — Tvorchi
  - «Красное вино» — NK